# 溝口善勝
溝口善勝（日语：／ Mizoguchi Yoshikatsu，1584年—1634年5月28日）是日本戰國時代至江戶時代前期武將。越後澤海藩初代藩主。

## 生平
在天正12年（1584年）於加賀國大聖寺出生，家中次男。最初與父親秀勝一同仕於豐臣氏，但是在慶長5年（1600年）的關原之戰中加入東軍，戰後成為德川秀忠的家臣。在慶長10年（1605年）跟隨秀忠上洛並敘任從五位下伊豆守。慶長15年（1610年），父親死去後家督（越後新發田藩藩主）由哥哥宣勝繼承，從哥哥處分得1萬2千石，於是結合之前領有的2千石，最終成為1萬4千石的大名和越後澤海藩藩主。
在慶長19年（1614年）開始的大坂之陣中加入德川方，以土井利勝的與力身份立下武功。在寬永4年（1627年）8月開始負責大坂城的守備。在寬永11年5月2日（1634年5月28日）死去。享年51歳。領地由長男政勝繼承。